# Ашгабат (футбольний клуб)
«Ашгабат футбол клубы» або просто «Ашгабат» (туркм. Aşgabat futbol kluby) — туркменський професіональний футбольний клуб із міста Ашгабат. Виступає у Вищій лізі Туркменістану.

## Історія
Перший сезон в чемпіонаті Туркменістану клуб почав під керівництвом Алі Гурбані. Однак уже в середині сезону наставник, після поразки від аутсайдера Турана з Дашогузу, був звільнений.
На зміну Гурбані прийшов Рахім Курбанмамедов, разом з яким клуб завоював бронзові медалі в 2006 році. На наступний рік Курбанмамедов привів команду в цьому ж сезоні до чемпіонського звання. Клуб завоював право вперше представляти Туркменістан в розіграші Кубку чемпіонів Співдружності-2008 і третьому за значимістю азійському клубному турнірі - Кубку Президента АФК.
У липні 2008 року ФК «Ашгабат» взяв суперкубок, перегравши в серії післяматчевих пенальті Шагадам..
Після закінчення сезону 2008 року клуб повторно завоював чемпіонський титул, і знову під керівництвом Курбанмамедова.
У 2012 році команда зайняла останнє місце в Чемпіонаті Туркменістану, але в сезоні 2013 року продовжила виступати у Вищій лізі під керівництвом Амана Кочумова.
У 2015 році після того як Аманклич Кочумов перейшов на роботу в збірну Туркменістану, клуб очолив Тофік Шукуров. Команда завершила Чемпіонат Туркменістану на третьому місці..

## Досягнення
- Чемпіонат Туркменістану
  -  Чемпіон (2): 2007, 2008
  -  Бронзовий призер (3): 2006, 2011, 2015
- Фіналіст Кубку Туркменістану: 2011, 2016
- Переможець Суперкубку Туркменістану: 2007

## Статистика виступів

### Національні турніри
| Сезон | Чемпіонат | Чемпіонат | Чемпіонат | Чемпіонат | Чемпіонат | Чемпіонат | Чемпіонат | Чемпіонат | Чемпіонат | Кубок Туркменістану | Найкращий бомбардир                | Найкращий бомбардир | Тренер                               |
| Сезон | Див.      | Міс.      | Іг.       | В         | Н         | П         | ЗМ        | ПМ        | О         | Кубок Туркменістану | Ім'я                               | Чемпіонат           | Тренер                               |
| ----- | --------- | --------- | --------- | --------- | --------- | --------- | --------- | --------- | --------- | ------------------- | ---------------------------------- | ------------------- | ------------------------------------ |
| 2006  | 1-ий      | 3         | 28        | 14        | 6         | 8         | 40        | 24        | 48        |                     |                                    |                     | Алі Гурбані Рахім Курбанмамедов      |
| 2007  | 1-ий      | 1         | 28        | 19        | 4         | 5         | 44        | 14        | 61        |                     |                                    |                     | Рахім Курбанмамедов                  |
| 2008  | 1-ий      | 1         | 20        | 16        | 4         | 0         | 48        | 4         | 52        |                     | Берди Шамурадов Мамедалі Гарабанов | 11                  | Рахім Курбанмамедов Аманклич Кочумов |
| 2009  | 1-ий      | 4         | 16        | 9         | 2         | 5         | 24        | 24        | 29        | Чвертьфінал         | Берди Шамурадов                    | 18                  | Аманклич Кочумов                     |
| 2010  | 1-ий      | 6         | 18        | 7         | 5         | 6         | 29        | 19        | 26        | Перший раунд        | Берди Шамурадов                    | 11                  | Аманклич Кочумов                     |
| 2011  | 1-ий      | 3         | 36        | 23        | 4         | 9         | 79        | 41        | 72        | Фіналіст            |                                    |                     | Аманклич Кочумов                     |
| 2012  | 1-ий      | 9         | 32        | 5         | 4         | 23        | 28        | 80        | 19        | Перший раунд        |                                    |                     | Аманклич Кочумов                     |
| 2013  | 1-ий      | 4         | 36        | 20        | 4         | 12        | 76        | 52        | 64        |                     | Ельман Тагаєв                      | 22                  | Аманклич Кочумов                     |
| 2014  | 1-ий      | 7         | 36        | 13        | 7         | 16        | 57        | 47        | 46        |                     |                                    |                     | Аманклич Кочумов                     |
| 2015  | 1-ий      | 3         |           |           |           |           |           |           |           | Чвертьфінал         | Берди Шамурадов                    |                     | Аманклич Кочумов Тофік Шукуров       |

### Континентальні турніри
| Сезон | Змагання             | Раунд         | Клуб                            | Вдома | На виїзді | Місце |
| ----- | -------------------- | ------------- | ------------------------------- | ----- | --------- | ----- |
| 2008  | Кубок Співдружності  | Груповий етап | Зеніт                           | 2–1   | 4-те      |       |
| 2008  | Кубок Співдружності  | Груповий етап | Шериф                           | 0–4   |           |       |
| 2008  | Кубок Співдружності  | Груповий етап | Левадія                         | 0–1   |           |       |
| 2008  | Кубок президента АФК | Груповий етап | Кан Бав За                      | 0–1   | 1-ше      |       |
| 2008  | Кубок президента АФК | Груповий етап | Транспорт Юнайтед               | 7–1   |           |       |
| 2008  | Кубок президента АФК | Груповий етап | Ратнам                          | 2–0   |           |       |
| 2008  | Кубок президента АФК | Півфінал      | Регар-ТадАЗ                     | 3–4   |           |       |
| 2009  | Кубок Співдружності  | Груповий етап | Росія U-21                      | 0–0   | 4-те      |       |
| 2009  | Кубок Співдружності  | Груповий етап | МТЗ-РІПО Мінськ                 | 0–4   |           |       |
| 2009  | Кубок Співдружності  | Груповий етап | Екранас                         | 1–3   |           |       |
| 2009  | Кубок президента АФК | Груповий етап | Спортивний Клуб Армії Шрі-Ланки | 5–1   | 1-ше      |       |
| 2009  | Кубок президента АФК | Груповий етап | Абахані Лімітед                 | 0–0   |           |       |
| 2009  | Кубок президента АФК | Півфінал      | Дордой (Бішкек)                 | 1–2   |           |       |

## Головні тренери
| Тренер              | Період       |
| ------------------- | ------------ |
| Алі Гурбані         | 2006         |
| Рахім Курбанмамедов | 2006 — 2008  |
| Аманклич Кочумов    | 2008 — 2015  |
| Тофік Шукуров       | 2015 — зараз |

## Відомі гравці
- Максим Казанков
- Руслан Мінгазов
- Ельман Тагаєв